# Survivor Series 1987
Survivor Series 1987 fu la prima edizione di Survivor Series, un pay-per-view organizzato dalla World Wrestling Federation. Si svolse il Giorno del Ringraziamento, il 26 novembre 1987, e si tenne presso il Richfield Coliseum a Richfield Township, Contea di Summit, Ohio.
Il main event fu un Survivor Series match, dove il team di André the Giant sconfisse quello di Hulk Hogan, quando André eliminò l'ultimo membro rimasto del gruppo avversario, ovvero Bam Bam Bigelow. L'intero undercard fu caratterizzato da 3 Survivor Series match in cui il team di Randy Savage sconfisse quello di Wayne Farris e la squadra di The Fabulous Moolah sconfisse quella di Sensational Sherri. Inoltre Strike Force (Tito Santana e Rick Martel), The Young Stallions (Paul Roma e Jim Powers), The Fabulous Rougeaus (Jacques e Raymond Rougeau), The Killer Bees (Jim Brunzell e B. Brian Blair), e The British Bulldogs (Davey Boy Smith e Dynamite Kid) sconfissero The Hart Foundation (Bret Hart e Jim Neidhart), The Islanders (Haku e Tama), Demolition (Ax e Smash), The Bolsheviks (Nikolai Volkoff e Boris Zhukov) e The Dream Team (Greg Valentine e Dino Bravo) (con Johnny Valiant, Slick, Jimmy Hart, Bobby Heenan e Mr. Fuji).

## Sviluppo
Survivor Series fu creato principalmente perché la rivalità tra Hulk Hogan e André The Giant aveva riscosso molta fama e per questo Vince McMahon creò un nuovo PPV, in modo che i due potessero avere la loro "resa dei conti". Altro fatto collegato a questo PPV fu un conflitto tra due delle principali federazioni di Wrestling: la NWA e la WWF. Infatti contemporaneamente a Survivor Series andava in onda Starrcade, PPV della NWA. Vince McMahon minacciò così i canali televisivi, ricattandoli con la possibile non messa in onda di WrestleMania IV se al posto di Survivor Series fosse stato trasmesso Starrcade, riuscendo quasi completamente nel suo intento, dato che circa tutte le emittenti trasmisero Survivor Series.

## Storyline

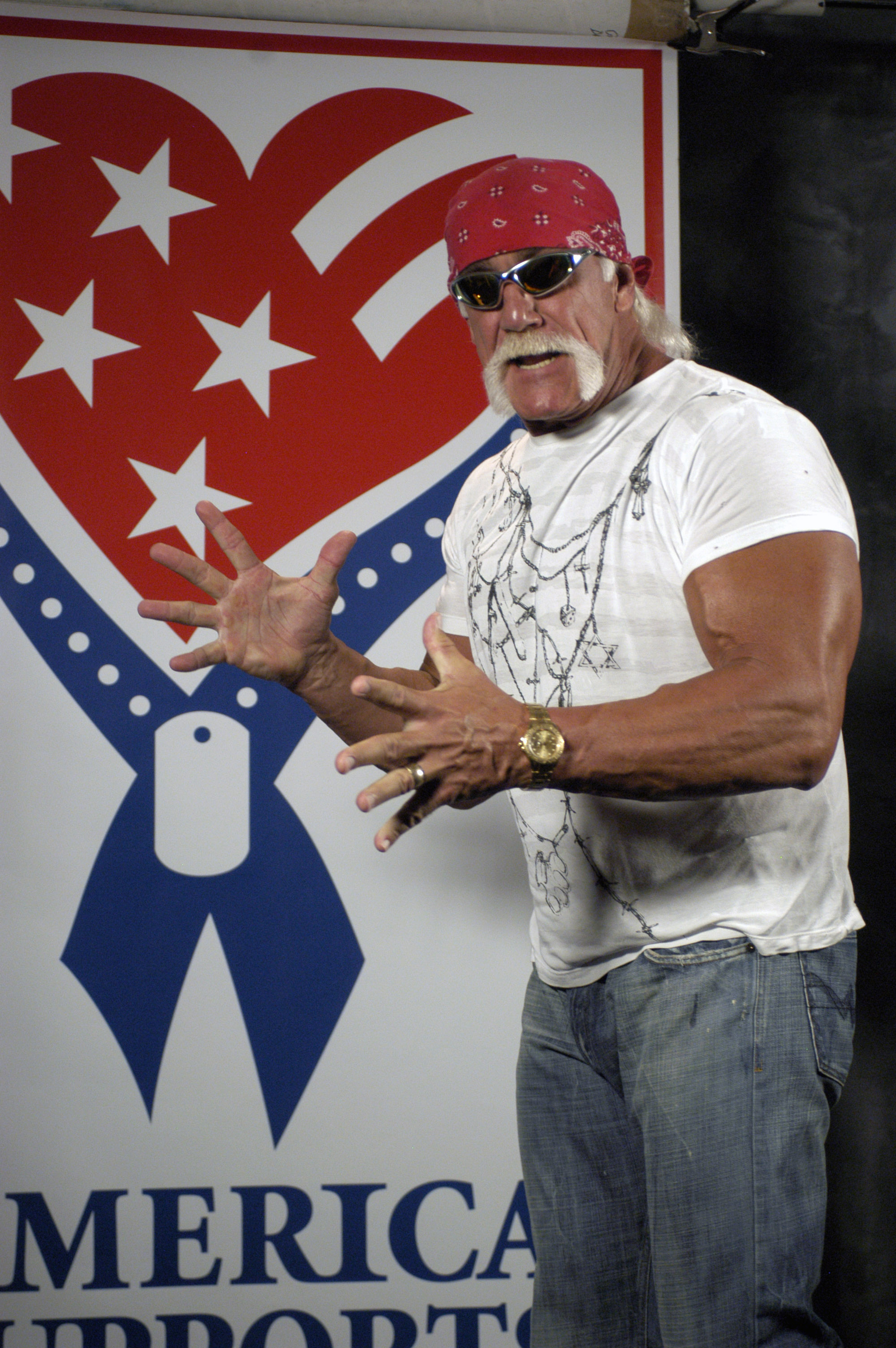
Il WWF Champion Hulk Hogan, che ebbe un feud con André the Giant

Il feud principale a Survivor Series fu caratterizzato dalla rivalità tra André the Giant, One Man Gang, King Kong Bundy, Butch Reed e Rick Rude (con Slick e Bobby Heenan) contro Hulk Hogan, Paul Orndorff, Don Muraco, Ken Patera e Bam Bam Bigelow. Nel gennaio 1987, Hogan ricevette un trofeo per il suo terzo anno come WWF Champion, mentre il migliore amico di Hogan, André, ricevette un trofeo minore rispetto a quello di Hogan, per essere imbattuto nella WWF da 15 anni. Hogan si congratulò con il suo amico e gli disse che lui era il vero campione di tutto il mondo. André sorprendentemente se ne andò prima che Hogan avesse finito il discorso. Nel mese di febbraio, Andrè dichiarò che il suo nuovo manager sarebbe stato Bobby Heenan. Quando Hogan lo venne a sapere, lo pregò di lasciare Heenan perché egli era un uomo malvagio. André a quel punto gli disse che voleva sfidarlo a WrestleMania III. Egli poi strappò la sua maglia con il famosissimo logo "Hulkamania" e la sua catenina d'oro, diventando istantaneamente un Heel. Ciò culminò nello storico match a WrestleMania III, dove Hogan sconfisse André mantenendo il titolo. Durante il match, Hulk stabilì un record, infatti aveva eseguito una Scoop slam su un avversario di circa 520 libbre. Il 22 agosto 1987 a Prime Time Wrestling, Paul Orndorff licenziò Bobby Heenan come suo manager quando venne a sapere che Heenan avrebbe voluto rappresentare Rick Rude, sostituendo Orndorff. Orndorff nominò Oliver Humperdink come suo nuovo manager, ed iniziò un feud con Rude. Billy Graham fu coinvolto in un feud con Butch Reed, che si concluse dopo solo un match. One Man Gang interferì nel match colpendo Graham con una big splash sul pavimento fuori dal ring. Don Muraco a quel punto intervenne in aiuto di Billy. A causa dell'attacco di One Man Gang, Graham non poté partecipare al main event di Survivor Series, e fu sostituito da Muraco. Ken Patera restò coinvolto in un feud con Bobby Heenan e con la Heenan Family e diventò uno dei "buoni", e fu scelto per essere il quarto membro del team di Hogan. Molti manager heel volevano rappresentare Bam Bam Bigelow, ma egli scelse Oliver Humperdink come suo manager, facendo quindi il suo debutto nella WWF come face. Poi anche lui entrò nel team di Hulk Hogan.
Randy Savage era un heel fin dal suo debutto in WWF nell'estate del 1985. Poi diventò un babyface alla fine del 1987, dopo che il WWF Intercontinental Champion The Honky Tonk Man affermò di essere il più grande campione intercontinentale di sempre. Ciò portò ad una faida tra Savage e Honky, che generò il turn face di Savage. Il 3 ottobre 1987 a Saturday Night's Main Event, Savage sfidò Honky per il WWF Intercontinental Champion vincendo per squalifica. Il titolo quindi rimase a Honky Tonk Man, perché se il campione in carica perde per squalifica perde l'incontro, ma non il titolo. Harley Race vinse il torneo King of the Ring ed era così fiero di questo che si fece chiamare "The King" e portava una corona e un mantello regale. Jim Duggan non era d'accordo con questo, e quindi i due iniziarono una faida, in cui Duggan vinse la maggior parte dei match. Poi Jake Roberts iniziò un feud con Honky Tonk Man dopo che Honky lo colpì con una chitarra in un'edizione di Snake Pit, portando al turn face di Roberts. In seguito furono decisi i partecipanti del Five-on-five Survivor Series elimination match a Survivor Series, ovvero André the Giant, One Man Gang, King Kong Bundy, Butch Reed e Rick Rude (con Bobby Heenan e Slick) contro Hulk Hogan, Paul Orndorff, Don Muraco, Ken Patera e Bam Bam Bigelow (con Oliver Humperdink).

## Evento
Il primo match di Survivor Series 1987 fu un Five-on-five Survivor Series elimination match. Randy Savage, Jake Roberts, Ricky Steamboat, Brutus Beefcake e Jim Duggan affrontarono il WWF Intercontinental Champion The Honky Tonk Man, Hercules, Danny Davis, Ron Bass e Harley Race. Il team di Savage fu accompagnato dalla moglie di quest'ultimo, Miss Elizabeth, mentre la squadra di Honky fu accompagnata da Bobby Heenan e Jimmy Hart. Beefcake e Hercules iniziarono il match prima di Duggan e Race. Duggan buttò Race fuori dal ring e lo seguì, e alla fine vennero contati fuori entrambi. Poi Beefcake eliminò Ron dopo aver eseguito una High Knee. Honky eseguì la sua Shake, Rattle and Roll su Beefcake e lo schienò, eliminandolo, portando il match a un 3 vs 3. Roberts poi eseguì un DDT su Davis e nel team di Honky rimasero solamente due uomini, Honky ed Hercules. Savage poi eseguì un Savage Elbow, e Honky rimase l'unico membro della sua squadra. Dopo essere stato dominato da Savage, Roberts e Steamboat per un paio di minuti, Honky eseguì un atomic drop dalla terza corda e corse fuori dal ring con Jimmy Hart e con la sua cintura, perdendo per count-out. Alla fine quindi Savage, Roberts e Steamboat furono i superstiti del match.
Il match successivo fu tra il team di The Fabulous Moolah, composto da Rockin' Robin, Velvet McIntyre, The Jumping Bomb Angels (Itsuki Yamazaki e Noriyo Tateno) e la stessa Moolah, contro la WWF Women's Champion Sensational Sherri, le WWF Women's Tag Team Champions The Glamour Girls (Leilani Kai & Judy Martin), Donna Christianello, e Dawn Marie. McIntyre eliminò Christianello schienandola dopo una victory roll. Robin eseguì una crossbody su Marie e la schienò. Poi Sherri entrò nel ring dopo lo schienamento di Marie e colpì Robin con un vertical suplex schienandola, portando alla prima eliminazione del gruppo capitanato da Moolah. Le Glamour Girls eseguirono una double clothesline su Moolah e Judy Martin schienò Moolah eliminandola. McIntyre schienò Sherri dopo una victory roll pin. Poi Leilani Kai schienò McIntyre dopo una electric chair drop. Yamazaki poi eseguì una dalla diving crossbody dalla terza corda su Kai e la schienò, eliminandola. Tateno colpì con un braccio teso volante Martin e la inchiodò al tappeto per vincere la contesa. Le Jumping Bomb Angels divennero le uniche sopravvissute della squadra di Moolah.
Il terzo fu un Twenty-man tag team Survivor Series elimination match. Se un wrestler di un tag team fosse stato eliminato, anche il suo compagno sarebbe stato eliminato. La sfida vedeva coinvolti i WWF Tag Team Champions Strike Force (Tito Santana e Rick Martel), The Young Stallions (Paul Roma e Jim Powers), The Fabulous Rougeaus (Jacques e Raymond Rougeau), i The Killer Bees (Jim Brunzell e B. Brian Blair), e i British Bulldogs (Davey Boy Smith e Dynamite Kid) contro The Hart Foundation (Bret Hart e Jim Neidhart), The Islanders (Haku e Tama), i Demolition (Ax e Smash), The Bolsheviks (Nikolai Volkoff e Boris Zhukov), e The New Dream Team (Greg Valentine e Dino Bravo). Santana eseguì un flying forearm smash su Boris Zhukov e lo schienò, eliminando quindi lui e il suo compagno. Jacques cercò di eseguire una diving crossbody su Ax ma non lo colpì e fu da lui schienato. Il partner di Ax, Smash, fu squalificato e quindi i Demolition furono eliminati. Neidhart poi schienò Santana eliminando gli Strike Force e Haku schienò Dynamite Kid e quindi anche i British Bulldogs. Poi fu il turno di Roma e Valentine. Roma eseguì una diving sunset flip su Valentine schienando ed eliminando il Dream Team. Poi entrarono nel ring Bret Hart e Jim Brunzell. Tama eseguì un dropkick su Hart e poi Brunzell schienò Hart eliminando la Hart Foundation. Brian Blair schienò Tama con una Sunset Flip eliminando quindi i The Islanders. Alla fine quindi i sopravvissuti furono i Killer Bees e gli Young Stallions.
Il main event fu un Five-on-five Survivor Series elimination match, dove André the Giant, One Man Gang, King Kong Bundy, Butch Reed, e Rick Rude affrontarono il WWF Champion Hulk Hogan, Paul Orndorff, Don Muraco, Ken Patera, e Bam Bam Bigelow. Muraco in principio non avrebbe dovuto partecipare al match, infatti sostituì Billy Graham. Egli avrebbe dovuto essere un componente del team di Hogan, ma si ritirò a causa di un infortunio all'anca subito durante un match contro Reed. Hogan eliminò Reed dopo aver eseguito una leg drop su di lui. Patera fu eliminato dopo che One Man Gang gli eseguì una 747 Splash. Successivamente, Orndorff (che era da poco diventato face) e Rude cominciarono un feud sul fatto di chi avesse un fisico migliore; Orndorff poi fu eliminato via roll-up a causa di un'interferenza di Bundy. Muraco (che era recentemente diventato anche lui un face) entrò nel ring ed eseguì una powerslam su Rick e lo schienò, eliminandolo, e a quel punto One Man Gang eseguì un'altra 747 Splash e lo schienò. One Man Gang e Bundy cominciarono a dominare Bigelow. Tuttavia, Bigelow riuscì a colpire Andrè (che entrò nel ring dopo che Gang e Bundy indebolirono Bigelow) e a dare il cambio a Hogan. Egli iniziò subito ad avere la meglio su André ed eseguì una running elbow smash, ma poi fu tirato fuori dal ring da Bundy; e il "The Immortal" non riuscì a rientrare nel ring prima che l'arbitro arrivasse a 10. Hogan rientrò sul ring per discutere con gli arbitri, ma il ring announcer Howard Finkel informò il pubblico che se Hogan non avesse lasciato subito il ring, la squadra di Andre avrebbe vinto automaticamente il match. Bigelow, l'unico membro rimasto del team di Hogan, eliminò Bundy e One Man Gang dopo che egli fallì un tentativo di 747 Splash. Bigelow alla fine venne eliminato da Andrè, dopo che egli lo colpì con un Butterfly Suplex. Dopo il match, Hogan tornò sul ring e attaccò il gigante, colpendolo con la sua cintura e facendolo cadere fuori dal ring.

## Conseguenze
Hulk Hogan e André the Giant continuarono il loro feud per il WWF Championship. Poi André attaccò Hogan in una puntata di Saturday Night's Main Event, soffocando il campione fino a che egli fu praticamente privo di sensi, e poco dopo, Ted DiBiase annunciò la sua alleanza con André per aiutarlo a vincere il titolo contro Hulk nel loro re-match. A Royal Rumble 1988 (la prima edizione di Royal Rumble), il 24 gennaio del 1988, Hogan e André firmarono un contratto per una rivincita di WrestleMania III, quando Hogan batté Andrè. Il re-match ebbe luogo a WWF The Main Event il 5 febbraio 1988 dove André polemicamente sconfisse Hogan per il WWF Championship. Tuttavia, il suo regno fu di breve durata. In realtà, egli fu il più breve campione WWF di tutti i tempi, infatti fu campione per meno di un minuto. Il presidente WWF Jack Tunney rese vacante il titolo, e lo mise in palio in un torneo a 14 uomini a WrestleMania IV, e il vincitore avrebbe vinto il titolo vacante. Con l'aiuto dell' ex campione Hogan, Randy Savage sconfisse DiBiase nella finale del torneo.
Savage continuò a combattere contro The Honky Tonk Man per il WWF Intercontinental Championschip, ma senza successo. Invece Savage vinse il titolo WWF a WrestleMania IV, sconfiggendo DiBiase nell'ultimo turno vincendo il titolo. Honky tenne il titolo intercontinentale per 454 giorni consecutivi, facendo un nuovo record, fino a SummerSlam 1988 quando fu schienato da The Ultimate Warrior.
I Tag Team Champions Strike Force difesero con successo contro i The Hart Foundation prima di iniziare un feud con i Demolition nell'inverno del 1987.

## Risultati
| # | Risultati | Stipulazioni                                           | Durata |
| - | --- | ------------------------------------------------------ | ------ |
| 1 | Randy Savage, Jake Roberts, Ricky Steamboat, Brutus Beefcake e Jim Duggan (con Miss Elizabeth) hanno sconfitto The Honky Tonk Man, Hercules, Dangerous Danny Davis, Ron Bass e Harley Race (con Bobby Heenan E Jimmy Hart) | Five-on-five Survivor Series elimination match1        | 24:00  |
| 2 | The Fabulous Moolah, Rockin' Robin, Velvet McIntyre e The Jumping Bomb Angels (Itzuki Yamazaki e Noriyo Tateno) hanno sconfitto Sensational Sherri, The Glamour Girls (Leilani Kai e Judy Martin), Donna Christanello e Dawn Marie (con Jimmy Hart) | Five-on-five Survivor Series elimination match2        | 20:00  |
| 3 | Strike Force (Tito Santana e Rick Martel), The Young Stallions (Paul Roma e Jim Powers), The Fabulous Rougeaus (Jacques e Raymond Rougeau), The Killer Bees (Jim Brunzell e B. Brian Blair), e The British Bulldogs (Davey Boy Smith e Dynamite Kid) hanno sconfitto The Hart Foundation (Bret Hart e Jim Neidhart), The Islanders (Haku e Tama), Demolition (Ax e Smash), The Bolsheviks (Nikolai Volkoff e Boris Zhukov) e The Dream Team (Greg Valentine e Dino Bravo) (con Johnny Valiant, Slick, Jimmy Hart, Bobby Heenan e Mr. Fuji) | Twenty-man tag team Survivor Series elimination match3 | 37:00  |
| 4 | André the Giant, One Man Gang, King Kong Bundy, Butch Reed e Rick Rude (con Bobby Heenan e Slick) hanno sconfitto Hulk Hogan, Paul Orndorff, Don Muraco, Ken Patera e Bam Bam Bigelow (con Oliver Humperdink) | Five-on-five Survivor Series elimination match4        | 22:00  |

### Match ad eliminazione
1
| Eliminazione N. | Wrestler                                      | Eliminato da                                  | Modalità eliminazione                         | Durata                                        |                                               |
| --------------- | --------------------------------------------- | --------------------------------------------- | --------------------------------------------- | --------------------------------------------- | --------------------------------------------- |
| 1A              | Jim Duggan                                    | Harley Race                                   | Conteggio di 10 fuori dal ring                | 05:00                                         |                                               |
| 1B              | Harley Race                                   | Jim Duggan                                    | Conteggio di 10 fuori dal ring                | 05:00                                         |                                               |
| 2               | Ron Bass                                      | Brutus Beefcake                               | schienato dopo un High Knee                   | 07:00                                         |                                               |
| 3               | Brutus Beefcake                               | The Honky Tonk Man                            | schienato dopo lo Shake Rattle 'N' Roll       | 11:00                                         |                                               |
| 4               | Danny Davis                                   | Jake Roberts                                  | schienato dopo un DDT                         | 15:00                                         |                                               |
| 5               | Hercules                                      | Randy Savage                                  | schienato dopo un Savage Elbow                | 21:00                                         |                                               |
| 6               | The Honky Tonk Man                            | Sé stesso                                     | Conteggio di 10 fuori dal ring                | 24:00                                         |                                               |
| Sopravvissuti:  | Randy Savage, Jake Roberts, & Ricky Steamboat | Randy Savage, Jake Roberts, & Ricky Steamboat | Randy Savage, Jake Roberts, & Ricky Steamboat | Randy Savage, Jake Roberts, & Ricky Steamboat | Randy Savage, Jake Roberts, & Ricky Steamboat |

2
| Eliminazione N. | Wrestler            | Eliminato da        | Modalità eliminazione     | Durata              |                     |
| --------------- | ------------------- | ------------------- | ------------------------- | ------------------- | ------------------- |
| 1               | Donna Christianello | Velvet McIntyre     | Victory Roll Pin          | 02:00               |                     |
| 2               | Dawn Marie          | Rockin' Robin       | Running Crossbody Pin     | 04:00               |                     |
| 3               | Rockin' Robin       | Sensational Sherri  | Vertical Suplex           | 07:00               |                     |
| 4               | Fabulous Moolah     | Judy Martin         | Double Clothesline        | 11:00               |                     |
| 5               | Sensational Sherri  | Velvet McIntyre     | Victory Roll Pin          | 15:00               |                     |
| 6               | Velvet McIntyre     | Leilani Kai         | Electric Chair Drop       | 17:00               |                     |
| 7               | Leilani Kai         | Itsuki Yamazaki     | Flying Crossbody Pin      | 19:00               |                     |
| 8               | Judy Martin         | Noriyo Tateno       | Flying Sitout Clothesline | 20:00               |                     |
| Sopravvissuti:  | Jumping Bomb Angels | Jumping Bomb Angels | Jumping Bomb Angels       | Jumping Bomb Angels | Jumping Bomb Angels |

3
| Eliminazione N. | Wrestler                      | Eliminato da                  | Modalità eliminazione                   | Durata                        |                               |
| --------------- | ----------------------------- | ----------------------------- | --------------------------------------- | ----------------------------- | ----------------------------- |
| 1               | Boris Zhukov                  | Tito Santana                  | Flying Forearm                          | 01:30                         |                               |
| 2               | Jacques Rougeau               | Ax                            | Schienamento                            | 06:00                         |                               |
| 3               | Smash                         | Nessuno                       | Squalificato per aver colpito l'arbitro | 09:00                         |                               |
| 4               | Tito Santana                  | Jim Neidhart                  | Schienamento                            | 12:00                         |                               |
| 5               | Dynamite Kid                  | Haku                          | Savate Kick                             | 20:00                         |                               |
| 6               | Greg Valentine                | Paul Roma                     | Diving Sunset Flip                      | 24:00                         |                               |
| 7               | Bret Hart                     | Jim Brunzell                  | Roll over                               | 31:00                         |                               |
| 8               | Tama                          | B. Brian Blair                | Sunset Flip                             | 37:00                         |                               |
| Sopravvissuti:  | Killer Bees & Young Stallions | Killer Bees & Young Stallions | Killer Bees & Young Stallions           | Killer Bees & Young Stallions | Killer Bees & Young Stallions |

4
| Eliminazione N. | Wrestler        | Eliminato da    | Modalità eliminazione                                                                         | Durata          |                 |
| --------------- | --------------- | --------------- | --------------------------------------------------------------------------------------------- | --------------- | --------------- |
| 1               | Butch Reed      | Hulk Hogan      | Schienato dopo un leg drop                                                                    | 03:00           |                 |
| 2               | Ken Patera      | One Man Gang    | Schienato dopo un doppio braccio teso                                                         | 08:00           |                 |
| 3               | Paul Orndorff   | Rick Rude       | Schienamento grazie ad una interferenza di Bundy                                              | 10:00           |                 |
| 4               | Rick Rude       | Don Muraco      | Schienato dopo un powerslam                                                                   | 11:00           |                 |
| 5               | Don Muraco      | One Man Gang    | Schienato dopo un 747 Splash                                                                  | 13:00           |                 |
| 6               | Hulk Hogan      | Nessuno         | Conteggio di 10 fuori dal ring dopo che Bundy e Gang impedirono ad Hogan di risalire sul ring | 16:00           |                 |
| 7               | King Kong Bundy | Bam Bam Bigelow | Schienamento dopo uno Slingshot                                                               | 18:00           |                 |
| 8               | One Man Gang    | Bam Bam Bigelow | Schienamento                                                                                  | 21:00           |                 |
| 9               | Bam Bam Bigelow | André the Giant | Schienato dopo un Butterfly Suplex                                                            | 22:00           |                 |
| Sopravvissuti:  | André the Giant | André the Giant | André the Giant                                                                               | André the Giant | André the Giant |